# Consonant coronal
Una consonant coronal (o simplement coronal en l'àmbit de la fonètica) és aquella consonant que s'articula amb la part davantera flexible de la llengua. Les consonants coronals es poden dividir en apical (usant la punta de la llengua), predorsal (utilitzant el predors de la llengua), dorsal (elevant el dors de la llengua), subapical (fent contacte amb la part inferior de la punta de la llengua) o retroflexa o cacuminal (amb la punta o àpex de la llengua cap enrere).

## Punts d'articulació
Els punts d'articulació coronals inclouen les consonants linguolabials, les interdentals, les dentals, les alveolars (que inclouen les apicals i les laminars), i les consonants postalveolars (que inclouen les alveolopalatals i les retroflexes.
|                                    |                                    | símbol AFI | nom              |
| ---------------------------------- | ---------------------------------- | ---------- | ---------------- |
| Punt d'articulació                 | Part passiva (boca)                | s̪          | dental           |
| Punt d'articulació                 | Part passiva (boca)                | s̟          | dentoalveolar    |
| Punt d'articulació                 | Part passiva (boca)                | s͇          | alveolar         |
| Punt d'articulació                 | Part passiva (boca)                | s̠          | postalveolar     |
| Punt d'articulació                 | Part passiva (boca)                | ʂ          | retroflexa       |
| Punt d'articulació                 | Part activa (llengua)              | s̺          | apical           |
| Punt d'articulació                 | Part activa (llengua)              | s̻          | laminar          |
| Punt d'articulació                 | Articulació secundària             | sʲ         | Coronal palatal  |
| Punt d'articulació                 | Articulació secundària             | ɕ          | alveolopalatal   |
| Punt d'articulació                 | Articulació secundària             | ʃ          | postalveolar     |
| Punt d'articulació                 | Articulació secundària             | sʷ         | Coronal labial   |
| Punt d'articulació                 | Articulació secundària             | sˠ         | Coronal velar    |
| Punt d'articulació                 | Articulació secundària             | sˤ         | Coronal faringal |
| Temps d'atac de la sonoritat (VOT) | Temps d'atac de la sonoritat (VOT) | sʰ         | Coronal aspirada |

## Exemples de consonants coronals en diverses llengües

### Llengües properes
| símbol AFI | Nom del fonema                     | Llengua          | Exemple | AFI      |
| ---------- | ---------------------------------- | ---------------- | ------- | -------- |
| z          | Fricativa alveolar sonora          | Català           | casa    | /'kazə/  |
| s          | Fricativa alveolar sorda           | Català           | tassa   | /'tasə/  |
| ð          | Fricativa dental sonora            | Anglès           | that    | /ðæt/    |
| θ          | Fricativa dental sorda             | Anglès           | thud    | /θʌd/    |
| ʒ          | Fricativa postalveolar sonora      | Català (central) | rajar   | /rə'ʒa/  |
| ʃ          | Fricativa postalveolar sorda       | Català (central) | caixa   | /'kaʃə/  |
| n          | Nasal alveolar sonora              | Català (central) | nena    | /'nɛnə/  |
| d          | Oclusiva alveolar sonora           | Anglès           | day     | /deɪ/    |
| t          | Oclusiva alveolar sorda            | Anglès           | tea     | /tiː/    |
| ɹ          | Aproximant alveolar                | Anglès           | reef    | /ɹiːf/   |
| l          | Lateral aproximant alveolar sonora | Anglès           | lift    | /lɪft/   |
| r          | Vibrant alveolar sonora            | Català           | carro   | /ˈka.ru/ |
| ɾ          | Bategant alveolar sonora           | Català           | cara    | /ˈka.ɾə/ |

### Llengües australianes aborígens
En les Llengües australianes aborígens els fonemes consonàntics coronals s'oposen als fonemes perifèrics.
|              | Laminar  | Laminar  | Apical    | Apical |
| Alveopalatal | Dental   | Alveolar | Retroflex |        |
| ------------ | -------- | -------- | --------- | ------ |
| Oclusiva     | c ~ t̠ʲ   | t̪        | t         | ʈ      |
| Nasal        | ɲ ~ n̠ʲ\| | n̪        | n         | ɳ      |
| Lateral      | ʎ ~ l̠ʲ   | l̪        | l         | ɭ      |